# Mari Paz Ballesteros
María Paz Ballesteros Gilabert (San Carlos de la Rápita, provincia de Tarragona) es una actriz española.

## Biografía
Su carrera se ha desarrollado fundamentalmente en el teatro, si bien también ha realizado incursiones tanto en cine como en televisión. Tras formarse en el Institut del Teatre de Barcelona y dar sus primeros pasos como actriz en la Ciudad Condal, se traslada a Madrid en 1960 donde desarrolla buena parte del resto de su carrera profesional. En su repertorio, se incluyen obras como La gaviota de Chejov o Un tranvía llamado deseo, de Tennessee Williams. Desde mediados de la década de 1970 terminaría creando su propia compañía de teatro.
Mari Paz Ballesteros Álvarez fue detenida por la policía por presunta implicación en un atentado terrorista en la cafetería Rolando, en la Calle del Correo de Madrid, acaecido el 13 de septiembre de 1974, y en el que fallecieron 12 personas. Finalmente fue puesta en libertad sin cargos.
Estuvo casada con el director de cine Vicente Sáinz de la Peña.

## Teatro
- La gaviota  (1959),  de Anton Chejov
- Yerma  (1960),  de Federico García Lorca
- El agua en las manos  (1961),  de Manuel Alonso Alcalde
- El vampiro  (1961), de Leopoldo Martínez Fresno
- Los centauros no lloran, hijo mío (1961),  de Francisco Paso Núñez
- Un tranvía llamado deseo  (1961),  de Tennessee Williams
- Antropofagia; La cabeza; Una epidemia  (1962),  de Leopoldo Martínez Fresno
- El perro del hortelano (1962),  de Félix Lope de Vega y Carpio
- La camisa  (1962),  de Lauro Olmo
- La revelación  (1962),  de René-Jean Clot
- Las criadas  (1962),  de Jean Genet
- Don Juan Tenorio  (1963),  de José Zorrilla
- El huevo  (1963),  de Felicien Marceau
- La gaviota (1963),  de Anton Chejov
- La tempestad  (1963),  de William Shakespeare
- No hay burlas con el amor  (1963),  de Pedro Calderón de la Barca
- Carmelo  (1964),  de Juan José Alonso Millán
- Don Juan Tenorio  (1964),  de José Zorrilla
- Proceso a cuatro monjas  (1964),  de Vladimiro Cajoli
- Sonata de espectros  (1964),  de August Strindberg
- Zoo (o el asesino filántropo) (1964),  de Jean Vercors
- Janus (1965),  de Carolyn Green
- Amador (1965), de Francisco Regueiro
- Lady Godiva (1965),  de Jean Canolle
- El cocherito Leré  (1966),  de Ángel Fernández Montesinos
- Mi marido quedó atrás  (1966),  de Emilio Romero; Anna Bonacci
- El pájaro azul  (1967),  de Maurice Maeterlinck
- Pepsi (1967),  de Pierrette Bruno
- Rueda de farsas (1968),  de Miguel de Cervantes y Lope de Rueda
- Preguntan por Vicki (1969),  de Luis Sáenz Montane] y Marc Gilbert Sauvajon
- La isla de los sueños posibles  (1970),  de Germán Bueno
- La madre (1971),  de Hermógenes Sainz
- Los acreedores  (1973),  de August Strindberg
- La niña Piedad (1976),  de Hermogenes Sainz
- Las arrecogías del beaterio de Santa María Egipcíaca (1977),  de José Martín Recuerda
- Esperando a Godot (1978),  de Samuel Beckett
- Fuenteovejuna (1978),  de Félix Lope de Vega y Carpio
- Lástima que seas una puta (1978),  de John Ford
- El rollo de Lavapiés  (1979),  de Juan Antonio Castro
- Fedra (1984),  de Eurípides
- Historia con Berta (1985),  de Donina Romero
- Canciones sobre palabras  (1986),  de Ángel Gonzalez
- De paseo con Muñoz Seca  (1986),  de José María Rodríguez Méndez
- Música sólo para usted  (1987),  de Franz Xaver Kroetz
- Mishima, amor y muerte  (1989),  de Yukio Mishima
- La noche de las Tríbadas  (1990),  de Per Olov Enquist
- Comisaría especial para mujeres  (1992),  de Alberto Miralles
- Fuenteovejuna (1994),  de Félix Lope de Vega y Carpio
- Cuentos y más cuentos  (1995),  de María Paz Ballesteros
- Hoy es fiesta (1997),  de Antonio Buero Vallejo
- Tórtolas crepúsculo y... telón  (1997),  de Francisco Nieva
- Mariana Pineda (1998),  de Federico García Lorca
- La Celestina (1999),  de Fernando de Rojas
- Las manzanas del viernes (1999),  de Antonio Gala
- Las infanzonas (2003),  de Julio Alejandro de Castro Cardus
- Mater admirabilis; Madre amantísima (2003),  de Rafael Medizábal
- Pasos en el techo (2004),  de Rafael Mendizábal

## Cine
- Nadie hablará de nosotras cuando hayamos muerto (1995)
- El robobo de la jojoya (1991)
- Las cosas del querer (1989)
- Manuel y Clemente (1986)
- Nosotros en particular  (1985)
- Paco, el seguro (1979)
- De fresa, limón y menta (1978)
- Ir a por lana, (1976)
- Off (Cortometraje, 1976)
- Ceremonia sangrienta (1973)
- Flor de santidad (1973)
- Y Murcia tuvo a Salzillo (Cortometraje, 1969)
- Las malas lenguas (1968)
- Fantasía... 3 (1966)
- Cuando tú no estás (1966)
- Con el viento solano (1966)
- Mi querida Elena (1965)
- Amador, (1965)
- Prohibido soñar (1964)
- Tiempo de amor (1964)

## Televisión
- Encantada de la vida
  - Episodio del 2 de mayo de 1994
- Tarde de teatro 
  - Siete días de amor (1987)
- Proceso a Mariana Pineda
  - Episodio 4 (4 de diciembre de 1984)
  - Episodio 5 (11 de diciembre de 1984)
- Escrito para TV  
  - Siete días de amor (1984)
- Teatro  
  - Ocho mujeres (1980)
- El teatro
  - El tintero (11 de mayo de 1978)
- Teatro estudio
  - El águila de dos cabezas (1977)
- Noche de teatro
  - El puente de Waterloo (1974)
- Los libros
  - Poe o la atracción del abismo (1974)
- Pequeño estudio
  - Cuando regresan los héroes (1973)
  - El soltero indolente (1969)
  - Un día en la gloria (1969)
- Stop
  - Don Ramón y el auto stop (16 de octubre de 1972)
  - Gira familiar (20 de noviembre de 1972)
- Novela
  - La rima III (25 de enero de 1966)
  - La rima V (27 de enero de 1966)
  - Los miserables II, (1971)
- Páginas sueltas
  - A todas o a ninguna (1970)
- Teatro de misterio
  - Matar dos pájaros (1970)
- Hora Once
  - Mi tío Jules (2 de enero de 1970)
- La risa española
  - El orgullo de Albacete (1969)
  - La plasmatoria (1969)
  - El verdugo de Sevilla (1969)
- Teatro de siempre
  - ¡Sublime decisión! (1969)
  - Cada cual según lo suyo (3 de agosto de 1970)
- Primera fila
  - Con la vida del otro (15 de abril de 1964)
- Estudio 1
  - Enriqueta sí, Enriqueta no (1973)
  - Madrugada (1970)
  - Esta noche tampoco I (1970)
  - El águila de dos cabezas (1969)
  - El gesticulador (1969)
  - Fuente escondida (1969)
  - El collar (18 de marzo de 1969)
  - Las de Caín (1969)
  - La encantadora familia Bliss (3 de diciembre de 1968)
  - Como las secas cañas del camino (1968)
  - El caballero de Olmedo (1968)
- Gran teatro
  - Marea Baja (1961)
  - Ni pobre ni rico sino todo lo contrario (1962)